# Soyuz 26
Soyuz 26 fue una misión de una nave Soyuz 7K-T lanzada el 10 de diciembre de 1977 desde el cosmódromo de Baikonur con dos cosmonautas a bordo hacia la estación espacial Salyut 6.
La misión de Soyuz 26 fue acoplarse a la estación Salyut 6 para realizar diversos experimentos científicos y técnicos. La misión marcó la prácticamente permanente presencia soviética (y rusa) en el espacio. El lanzamiento tuvo lugar en la primera ventana disponible tras el fracaso de la Soyuz 25. Una de las primeras actividades de la tripulación fue realizar una EVA para inspeccionar el sistema de acoplamiento de la estación. Fue la primera EVA realizada por los soviéticos desde 1969 y la primera en utilizar trajes espaciales Orlan, y durante ella tuvo lugar una situación de potencial peligro para el cosmonauta Romanenko, que no llevaba la cuerda de seguridad atada y comenzó a alejarse lentamente de la estación hasta que su compañero lo sujetó de la cintura. Con todo el cable umbilical que sí llevaba adosado (llevando alimentación eléctrica y comunicaciones a su traje) con toda seguridad habría parado al cosmonauta y evitado que se perdiese en el espacio.
Durante la misión EO-1 la nave fue relevada por la nave Soyuz 27, momento que marcó la primera vez en que tres naves se encontraban acopladas en el espacio a la vez, el 11 de enero de 1978. Durante la misión EO-1 la estación fue también fue visitada por la primera nave de carga de la historia, la Progress 1 el 22 de enero de 1978, permaneciendo acoplada al puerto trasero hasta el 7 de febrero de 1978, durante 15 días. 
La Soyuz 26 regresó 16 de enero de 1978 con la tripulación de la Soyuz 27.

## Tripulación

### Despegaron
- Yuri Romanenko (Comandante)
- Georgi Grechko (Ingeniero de vuelo)

### Aterrizaron
- Vladimir Dzhanibekov (Comandante)
- Oleg Makarov (Ingeniero de vuelo)

## Tripulación de respaldo
- Vladimir Kovalyonok (Comandante)
- Aleksandr Ivanchenkov (Ingeniero de vuelo)